# 6,5 × 51 мм HR
6,5 × 51 мм HR (от англ. hemmed rim — с выступающим фланцем; также известен как «патрон Фёдорова» и «русский Арисака») — винтовочный патрон, разработанный Владимиром Фёдоровым на основе японского патрона 6,5 × 50 мм SR Арисака. 

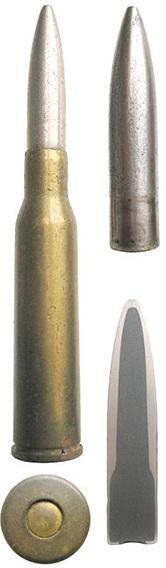

## История
Патрон и винтовку калибра 6,5 мм (0,25 дюйма) в 1880-х годах разработал австрийский оружейник Фердинанд Манлихер по конкурсу итальянских военных на винтовку такого калибра (6,5 × 52 мм Манлихер-Каркано). Этот патрон приняли на вооружение в Италии, Румынии, Голландии и Греции, и стали применять также на охоте — тогда выяснилось что благодаря их точности такими  пулями можно добывать даже слонов и носорогов, за счет точного попадания по убойному месту в черепе животного. Так в 1900-х годах патроны этого калибра приняли на вооружение многие страны, в том числе в Японии на основе собственной переработки винтовок системы Маузера была принята винтовка Арисака «Тип 30» , первоначально с овальной пулей весом 10,4 г,  как у шведско-норвежского патрона 6,5 × 55 мм и итальянского 6,5 × 52 мм Маннлихер-Каркано. А в 1905 году по опыту Русско-японской войны и новейших разработок пуль в Европе, японская армия перешла на остроконечную пулю весом 9,1 г: такая пуля, попав в тело человека, начинает кувыркаться, и причиняет сильные ранения.
В 1908 году русский оружейник Владимир Фёдоров приступил к разработке автоматической винтовки для русской армии, и для этой винтовки разработал патрон 6,5 × 51 мм HR  на основе японского 6,5 × 50 мм SR Арисака.
Японский патрон показал во время Русско-японской войны высокую точность и достаточно эффективное действие при небольших габаритах и массе. По опыту этой войны в 1908 году в Главном артиллерийском управлении Фёдоров собрал комиссию по автоматическому оружию, в которую входили оружейники, медики и техники оружейных заводов. Изучив имеющийся мировой опыт, комиссия поставила цель разработать автоматическую винтовку уменьшенного калибра, и входившие в комиссию медики сочли, что вполне достаточными для поражения живой силы противника являются уже применяемые в некоторых странах калибры 6,5 мм (диаметр пули 6,65 мм) и 7,0 мм (диаметр пули 7,00-7,05 мм). Были испытаны 18 образцов опытных патронов этих калибров с пулями массами от 7,29 до 9,63 граммов и объёмом пороховых камер от 4 до 4,6 см3. Комиссия пришла к выводу, что лучшие баллистические и поражающие свойства имеют пули калибра 6,5 мм с массой 8.8 г и калибра 7 мм с массой 9,63 г: дальность прямого выстрела таких патронов достигала 630 метров, тогда как у штатной винтовки Мосина калибра 7,62 мм — всего 430 метров.
Лучшим был признан предложенный В. Г. Фёдоровым патрон калибра 6,5 мм с пулей массой 8,8 г. Для русской винтовки Фёдоров разработал специальный патрон с диаметром пули 6,71 мм (площадь поперечного сечения с выемками нарезов 0,534 см²), — так, чтобы из русских винтовок и пулемётов можно было стрелять и патронами Арисака М93, и этими патронами, но из иностранных винтовок калибра 6,5 мм нельзя было бы стрелять русскими патронами, поскольку у патрона Фёдорова диаметр пули на 0,06 мм больше, и он не входил в ствол иностранного оружия. Этот патрон разгонял пулю в длинном винтовочном стволе до скорости 950 м/с, так что она имела сильное останавливающее действие даже по лошадям, что тогда было важно.
От японского патрона была использована конструкция пули, имеющей пластичную мельхиоровую оболочку особой формы: при сильном ударе в плотное тело такая пуля не сжимается, а теряет поперечную устойчивость и изгибается как прутик, так что в целом пуля теряет осевую симметрию, и далее движется не поступательно, а начинает кувыркаться, нанося большие повреждения телу. В других кувыркающихся пулях устраивают полость в острие, так что при ударе пуля деформируется и тоже кувыркается, потеряв устойчивость из-за смещения центра масс к торцу - но такие пули расплющиваются (s'aplatissent) в теле, а это запрещено международными конвенциями и правилами войны.  А пули, изгибающаяся при ударе не запрещены для применения в армии, и такие пули имеют лучший баланс в воздухе, и попадают существенно точнее. Эффект изгибания пули при ударе в плоть тела характерен как раз для длинных пуль калибра 6-7 мм, которые имеют подходящие габариты, и в скандинавских странах такими пулями успешно охотятся даже на лосей и медведей. В патроне Фёдорова так же использовано это свойство калибра 6,5 мм.  В 1913 году В. Г. Фёдоров разработал под этот патрон автоматическую винтовку, которая могла стрелять и японскими патронами для винтовки Арисака. Но вскоре началась война с Германией, и работы по автоматической винтовке прекратились.
В ходе Первой Мировой войны в 1916 году в армии возникла острая потребность в автоматической винтовке, поэтому оружейные техники были возвращены с фронта и опять занялись автоматической винтовкой. Тогда лучшей и готовой к применению сочли автоматическую винтовку Фёдорова. Она была принята на вооружение в Русской армии, и на Сестрорецком оружейном заводе в конце 1916 года организовали мастерскую для выпуска винтовок Фёдорова. Но из-за революции в России и последовавшей Гражданской войны до 1917 года в армию поступило всего 190 таких винтовок, которые показали большую эффективность в боях.
Производство винтовок Фёдорова было возобновлено в 1920 году, и тогда под этот патрон Фёдоров разработал ружьё-пулемёт (карабин) со стволом 520 мм, получивший в России название «автомат». Он действовал по принципу отката ствола, и на расстоянии 100 метров имел рассеяние пуль в круге 13,3 см, так что в круг поперечником 50 см (ширина фигуры человека) пуля попадает на расстояниях до 376 метров.
Были разработаны такие же станковые пулемёты для авиации и танков. Однако по итогам испытаний в 1924 году было решено применять системы с перезаряжанием энергией пороховых газов, поступающих из ствола через газоотводную трубку (конструкции Дегтярёва и Токарева), потому что автомат Фёдорова с откатом ствола не позволял метать дульные гранаты. Также калибр 7,62 мм штатных винтовок и револьверов был необходим, чтобы всё стрелковое оружие можно было делать уже имеющимися инструментами.
Всего до 1926 года было выпущено 3200 автоматов Фёдорова. Во время Советско-финской войны они применялись в некоторых частях Красной Армии и показали большую боевую эффективность. При этом опыт действий в лесной и пересечённой местности выявил, что в типичных для России обстоятельствах, когда стрелять приходится на 50-150 метров, а вероятность попадания в укрывающуюся цель определяется не точностью и дальностью действия оружия, а количеством быстро сделанных выстрелов, то автомат Фёдорова не превосходит по эффективности пистолет-пулемёты. Поэтому многие финские снайперы добивались значительных успехов, применяя простой по устройству пистолет-пулемёт Суоми КР31.
Удачные боевые свойства патрона Фёдорова оказались излишними и экономически невыгодными, поэтому с 1940 года патрон Фёдорова не выпускался и в армии не применялся, а оружейники принялись конструировать пистолет-пулемёты под мощный пистолетный патрон 7,62 × 25 мм ТТ, такие как ППШ-41 и ППС-43. При этом Фёдоров и В. Е. Маркевич на опыте показали, что самым эффективным и удобным в применении будет пистолет-пулемёт под патрон калибра 6,5 мм, имеющий небольшие габариты и малый импульс отдачи при достаточном поражающем действии.
На охоте патрон 6,5 × 51 мм HR применяется в штуцерах МЦ5-01, МЦ7-01, МЦ 30-02 , ТОЗ 28, и двустволке МЦ5-29 (второй ствол гладкий 20 калибра).
Когда запасы патрона Фёдорова истощились, в 1960-х годах был разработан меньший патрон 6,5 × 38 мм R того же калибра на основе гильзы револьвера Наган, этот патрон разгонял пулю массой 5,5 г до скорости 600 м/с, и имел поперечник рассеяния пуль 60 мм на 100 метрах — такое же рассеяние пуль имеют снайперские винтовки Мосина 1891/1930 и американская Springfield M1903A4 с начальной скоростью пули 835 и 825 м/с. Этот патрон применяли для охоты на животных средних размеров (сайги, косули, бараны, рыси, волки), но для кабанов и медведей считают слабым. Для спортивной стрельбы в конце 1960-х годов делали целевые патроны 6,5 х 53 мм R с гильзой 7,62 × 54 мм R (винтовки «Тайфун», «Зенит-4» и БИ-6,5 «Биатлон»), такие имели рассеяние 100–130 мм на 300 метрах, и применялись в упражнении «бегущий олень» пока его не отменили в 1976 году. На охоте эти патроны успешно применяли против оленей, нерп, и других животных с массой тела до 130 кг.
Финская компания Lapua также представляет свой патрон 6,5 × 55 мм как самый точный и популярный в соревнованиях по снайперской стрельбе. В США подобные патроны с диаметром пули 6,5–6,7 мм: .25-20 и .25-35 Winchester, .25-06 Remington с массой пули от 5,6 до 9,1 г используют для охоты на косуль, антилоп и небольших оленей на расстояниях до 300 метров. Самый мощный патрон в этом калибре .264 Winchester Magnum разгоняет пулю массой 6,5 г до скорости 1098 м/с, и на 100 метрах имеет рассеяние пяти пуль в круге 23 мм, а такая точность позволяет попадать в сердце оленя на 300 метров и далее.